# Марія Пешек
Марія Тереса Пешек (пол. Maria Teresa Peszek, нар. 9 вересня 1973 у Вроцлаві) — польська акторка і співачка.
Дебютувала 1993 року. Виступала зокрема на сцені Театру Юліаша Словацького в Кракові, Театрі Студіо і Національному театрі у Варшаві. Знімалася в кіно і серіалах, грала ролі в спектаклях Театру телебачення.
2005 року почала музичну кар'єру, створюючи музичне шоу і випустивши альбом Miasto mania. Через три роки записала альбом Maria Awaria. Обидва диски були дуже позитивно прийняті критиками і публікою, а Пешек стала однією з найпопулярніших виконавиць польської альтернативної сцени. У жовтні 2012 видала третій студійний альбом під назвою Jezus Maria Peszek. 
У 2016 р. та у 2022 р. вийшли ще два альбоми виконавиці, “Karabin” та “Ave Maria”, які підтвердили статус авторитету Пешек у світі польської альтернативної музики.